# Mario Abreu
Mario Abreu (Turmero, Aragua, Venezuela, 22 de agosto de 1919-Caracas, Venezuela, 20 de febrero de 1993) fue un artista plástico venezolano. Pintor, dibujante, creador de ensamblajes y poeta.

## Biografía
Hijo de Georgina Abreu y de Ramón Pérez Guerrero. Es criado por su madrina Amelia Borges con quien se inicia en los cultos y rituales de religiosidad popular. En 1931 se traslada a Caracas en donde trabaja como obrero en la Casa Benzo, una empresa de marquetería, mientras asiste a los cursos nocturnos de la Escuela de Artes Plásticas y Aplicadas de Caracas, dirigida por el artista Antonio Edmundo Monsanto. En 1942 gana un concurso de pintura que le otorga una beca de 100 bolívares mensuales, lo que le permite asistir a los cursos diurnos de la citada Escuela, de la que regresa en 1947.
En 1948 participa como miembro fundador en el Taller Libre de Arte, espacio de creación en donde cada artista se dedica a la experimentación individual. Sus primeras obras exploran el paisaje americano, con una concepción explosiva del color y formas vegetales exuberantes.
Entre 1950 y 1952 comienza a producir una pintura vivencial con temas folklóricos como El Gallo (1951), de trazos violentos y colores fuertes. Esta obra es premiada en 1951 con el Accésit al Premio Nacional de Pintura en el XII Salón Oficial Anual de Arte Venezolano lo que le hace acreedor de una beca para continuar estudios en Europa.
Entre 1952 y 1959 reside en París, donde desarrolla una intensa vida intelectual y comienza una nueva etapa de su producción artística. Sus obras La dama vegetal (1954) y El toro constelado (1955) forman parte de este período en el cual explora la pincelada puntillista y el uso de colores vibrantes. Paralelamente realiza series de tintas con motivos de Pájaros (1953), de Selvas (1954), y de Búhos (1957) y ejercita su vena creativa en innumerables dibujos. 
El contacto con las obras surrealistas y la visita al Museo del Hombre en París, lo lleva a redescubrir la religiosidad popular venezolana, que incorpora en sus primeros ensamblajes denominados Santerías. Poco antes de retornar a Caracas en 1960 comenzó a trabajar en su serie Objetos mágicos, la cual dio a conocer en el Museo de Bellas Artes, en una exposición realizada en 1965. Esta serie está conformada por ensamblajes de objetos cotidianos encontrados por azar, que introduce dentro de formatos circulares y rectangulares, hasta abandonar la bidimensionalidad y transformarse en objetos plenamente tridimensionales. Sus Objetos Mágicos carecen de la policromía de su pintura, buscan indagar en la forma y empatía de los objetos, en la asociación de ideas y sensaciones que despiertan en el espectador. A partir de 1968 abandona temporalmente la pintura y se dedica por entero a estos ensamblajes, convirtiéndose en un artista pionero de esta técnica en Venezuela. 
En 1975 recibe el Premio Nacional de Artes Plásticas y en 1985 el Premio Armando Reverón, otorgado por la Asociación Venezolana de Artistas Plásticos. En la década de 1980 regresa a la pintura, empleando técnicas como el pastel y el acrílico. 
Abreu mantuvo siempre una posición independiente, solitaria y alejada de la actividad institucional. Su obra posee un fuerte sentido americano, inspirada en la religión popular y la magia. Muere el 20 de febrero de 1993 víctima de una leucemia en el Instituto de Diagnóstico de San Bernardino.

## Reconocimientos Póstumos
Después de su fallecimiento se rebautiza con su nombre el Museo de Artes Visuales de Maracay, hoy Museo de Arte Contemporáneo Mario Abreu (MACMA). En este mismo centro, de manera póstuma, se presentó la primera exposición retrospectiva de su obra, en 1994.
En 1998 se exhibió su obra en la XXIV Bienal de São Paulo en representación de Venezuela.

## Premios recibidos
- Accésit al Premio Nacional, XII Salón Oficial Anual de Arte Venezolano, Museo de Bellas Artes, Caracas, 1951.
- Premio Federico Brandt, XII Salón Oficial Anual de Arte Venezolano, Museo de Bellas Artes, Caracas, 1951.
- Premio Andrés Pérez Mujica, IX Salón Arturo Michelena, Ateneo de Valencia, Edo. Carabobo, 1951.
- Tercer Premio para Pintura, IV Salón Planchart, Caracas, 1951.
- Premio Antonio Esteban Frías, XXV Salón Oficial Anual de Arte Venezolano, Museo de Bellas Artes, Caracas, 1964.
- Accésit al Premio Nacional de Pintura, XXVIII Salón Oficial Anual de Arte Venezolano, Museo de Bellas Artes, Caracas, 1967.
- Orden Andrés Bello, Caracas, 1967.
- Orden Diego de Lozada en Primera Clase, Caracas, 1967.
- Premio Nacional de Artes Plásticas, Caracas, 1975.
- Premio Armando Reverón, Asociación de Artistas Plásticos, Caracas, 1985.[9]
- Orden Bicentenario del Nacimiento de Santiago Mariño, Gobernación del Estado Aragua, 1990.

## Colecciones públicas
- Galería de Arte Nacional, Caracas.
- Museo de Bellas Artes, Caracas.
- Museo de Arte Contemporáneo de Caracas, Caracas.
- Centro de Estudios Latinoamericanos Romulo Gállegos, Caracas.
- Museo de Arte Contemporáneo Mario Abreu, Edo Aragua.
- Ateneo de Valencia, Edo Carabobo.
- Museo de Arte Moderno, Ciudad de Mérida, Edo Mérida.
- Museo de Arte Moderno, Ciudad Bolívar, Edo Bolívar.
- Museo Casa Correo del Orinoco, Ciudad Bolívar, Edo Bolívar.
- Museo de Arte de Barcelona, Edo. Anzoátegui.
- Museo La Tertulia, Cali, Colombia.
- Museo de Arte Moderno de Bogotá, Colombia.